# Village of the Giants
Village of the Giants è un film di fantascienza (contenente elementi da film commedia) del 1965, diretto da Bert I. Gordon, liberamente tratto dal romanzo L'alimento divino (The Food of the Gods) di Herbert George Wells.

## Trama
(Fred)
Genius è un inventore che scopre casualmente un modo per aumentare in maniera sproporzionata le cose. Un gruppo di delinquenti (Fred, Pete, Rick, Harry, Merrie, Jean, Elsa e Georgette) decide di approfittarne, impadronendosi della formula. In un primo tempo, si limitano a venderla a diverse persone, mentre in un secondo momento decidono di sperimentare la sostanza su loro stessi: i delinquenti divengono giganti. Anziché cercare di ritornare com'erano prima, ne approfittano e impongono il loro predominio sulla città: lo sceriffo cittadino è ridotto all'impotenza, perché i giganti prendono in ostaggio sua figlia Cora. Mike, fidanzato della sorella maggiore di Genius, è intenzionato a cacciare via i giganti.

## Colonna sonora
Il tema principale della colonna sonora, eseguito da Jack Nitzsche, è stato riutilizzato per i titoli di testa del film Grindhouse - A prova di morte di Quentin Tarantino.

## Critica
Nonostante si rifaccia a un'opera di H.G. Wells, il film è stato definito "un simpatico filmetto dedicato espressamente ai giovani" o "un passatempo senza pretese".